# Кособоков, Михаил Евгеньевич
Михаил Николаевич Кособоков (род. 24 июня 1974, Рязань) — российский военачальник. Командующий командующий 49-й общевойсковой армией Южного военного округа2023 года. Генерал-лейтенант (2023).

## Биография
Родился 11 октября 1974 года в Рязани.
На воинской службе с 1994 года. Окончил Рязанское гвардейское высшее воздушно-десантное командное училище (1999), Общевойсковую академию Вооружённых Сил Российской Федерации и Военную академию Генерального штаба Вооружённых сил Российской Федерации (2019)
Прошёл основные командные должности от командира взвода до командира бригады.
- 1994—1999 год — курсант Рязанского гвардейского высшего воздушно-десантного ордена Суворова дважды Краснознаменного командного училища имени генерала В. Ф. Маргелова;
- 2000—2001 год — командир разведывательного взвода;
- 2006—2008 год — командир парашютно-десантного батальона;
- 2013—2014 год — командир отдельной мотострелковой бригады;
- 2014—2017 год — командир 7-й российской военной базы в Абхазии;
- 2017—2019 — слушатель Военной академии Генштаба ВС РФ
- 2020 год — заместитель командира армейского корпуса Черноморского флота. в Крыму[2];
- 2021— заместитель командующего войсками 58-й общевойсковой армией
- 9 сентября 2021 — 25 сентября 2021 — командующий Российским Миротворческим контингентом в Нагорном Карабахе[3].
- С 2023 года — командующий 49 общевойсковой армией Южного военного округа (Ставрополь)

8 ноября 2023 года присвоено воинское звание генерал-лейтенант.
Участвовал во вторжении России на Украину.
Женат.

## Награды
- Три Ордена Мужества
- медаль ордена «За заслуги перед Отечеством» II степени
- Две Медали За отвагу
- Медаль Суворова
- Медаль «За спасение погибавших»
- Медаль «Участнику военной операции в Сирии»
- Медали Министерства обороны РФ
- Орден Мужества «Афырхаҵаразы аорден»
- Медаль «За воинскую доблесть» (Абхазия)
- Медаль «За боевое содружество» (Абхазия)